# Abbazia di Waldsassen
L'abbazia di Waldsassen è un monastero femminile della congregazione cistercense di Meherau.

## Storia
Fu fondata nel 1133 da Diepoldo III di Vohburg e affidata ai cistercensi provenienti dall'abbazia di Volkenroda.
La sua importanza è legata al ruolo che i suoi monaci ebbero nella germanizzazione dell'Egerland. Furono sue filiazioni le abbazie di Walderbach e di Sedlec, fondate nel 1143, e quella di Osek, fondata nel 1199. Fu soppressa nel 1571 e riaperta nel 1669 dai monaci di Fürstenfeld; fu secolarizzata nel 1803.
L'originale chiesa romanica, consacrata nel 1179, fu rifatta in forme barocche dagli architetti Abrahám Leuthner e Christoph Dientzenhofer tra il 1681 e il 1704. Fu decorata da Giovanni Battista Carlone.
Nel 1863 le monache di Seligenthal ripopolarono il monastero, elevato ad abbazia nel 1925 e incorporato nella congregazione cistercense di Meherau nel 1987.